# George Curcă
George Curcă (Isaccea, 8 maggio 1981) è un ex calciatore rumeno, di ruolo portiere.